# Alex Sipiagin
Alex Sipiagin (russisch Александр Анатольевич Сипягин, Alexandr Anatoljewitsch Sipjagin; * 11. Juni 1967 in Jaroslawl) ist ein russischer Jazz-Trompeter.

## Leben und Wirken
Sipiagin spielte im Alter von zwölf Jahren in einem Kinderorchester. Er besuchte das Moskauer Musikinstitut und studierte nach seinem zweijährigen Armeedienst am Gnessin-Institut. 1990 gewann er einen Jazzwettbewerb für Nachwuchsmusiker in Rostow. Im gleichen Jahr nahm er mit einer Studenten-Jazzband am Corpus Christi Jazz Festival in Texas teil.
1991 übersiedelte Sipiagin nach New York, wo er mit der Gil Evans Band auftrat, 1993 Mitglied von Gil Goldsteins Zebra Coast Orchestra und 1994 Mitglied der George Gruntz Concert Jazz Band wurde. Daneben trat er mit der Band des Schlagzeugers Bob Moses auf. 1995 wurde er Mitglied der Mingus Big Band, später auch der Mingus Dynasty und des Mingus Orchestra.
Seit 2000 ist Sipiagin außerdem Mitglied der Bigband von Dave Holland; 2003 nahm er auch mit Michael Breckers Band auf. Als Sideman trat er u. a. mit Eric Clapton, Dr. John, Aaron Neville und Elvis Costello, Michael Franks, Regina Litvinova, Marcel Krömker, Daniela Schächter, Gabriel Vicéns und Dave Sanborn auf.
Er ist verheiratet mit Monday Michiru.

## Diskographische Hinweise
- Live at Birds Eye mit David Gilmore, Boris Kozlov, Gene Jackson, 1994
- Images (TCB, 1998) mit Chris Potter, David Binney, Josh Rosemen, Gil Goldstein, Adam Rogers, Scott Colley, Jeff Hirshfield, Kenny Wollesen
- Steppin' Zome (Criss Cross, 2000) mit Chris Potter, David Kikoski, Scott Colley, Jeff Tain Watts
- Hindsight (Criss Cross, 2002) mit Chris Potter, Adam Rogers, Boris Kozlov, Gene Jackson, 2001
- Mirrors mit Seamus Blake, Adam Rogers, David Kikoski, Boris Kozlov, Jonathan Blake, Donny McCaslin, Josh Roseman
- Equlibrium mit Chris Potter, David Binney, David Kikoski, Scott Colley, Gene Jackson, 2003
- Returning (Criss Cross, 2004) mit Seamus Blake, Adam Rogers, Scott Colley, Antonio Sánchez
- Prints mit Scott Colley, Dave Kikoski, Monday Michiru, Antonio Sanchez, 2006
- Destinations Unknown (Criss Cross Jazz, 2011) mit Chris Potter, David Binney, Craig Taborn, Boris Kozlov, Eric Harland
- Horizons (2024)